# Niclas Ekberg
Niclas Ekberg (Ystad, 23 de dezembro de 1988) é um handebolista profissional sueco, medalhista olímpico.
Ele participou da Seleção Sueca, que conquistou a medalha de prata nos Londres 2012.